# Ruus-al-Jibal

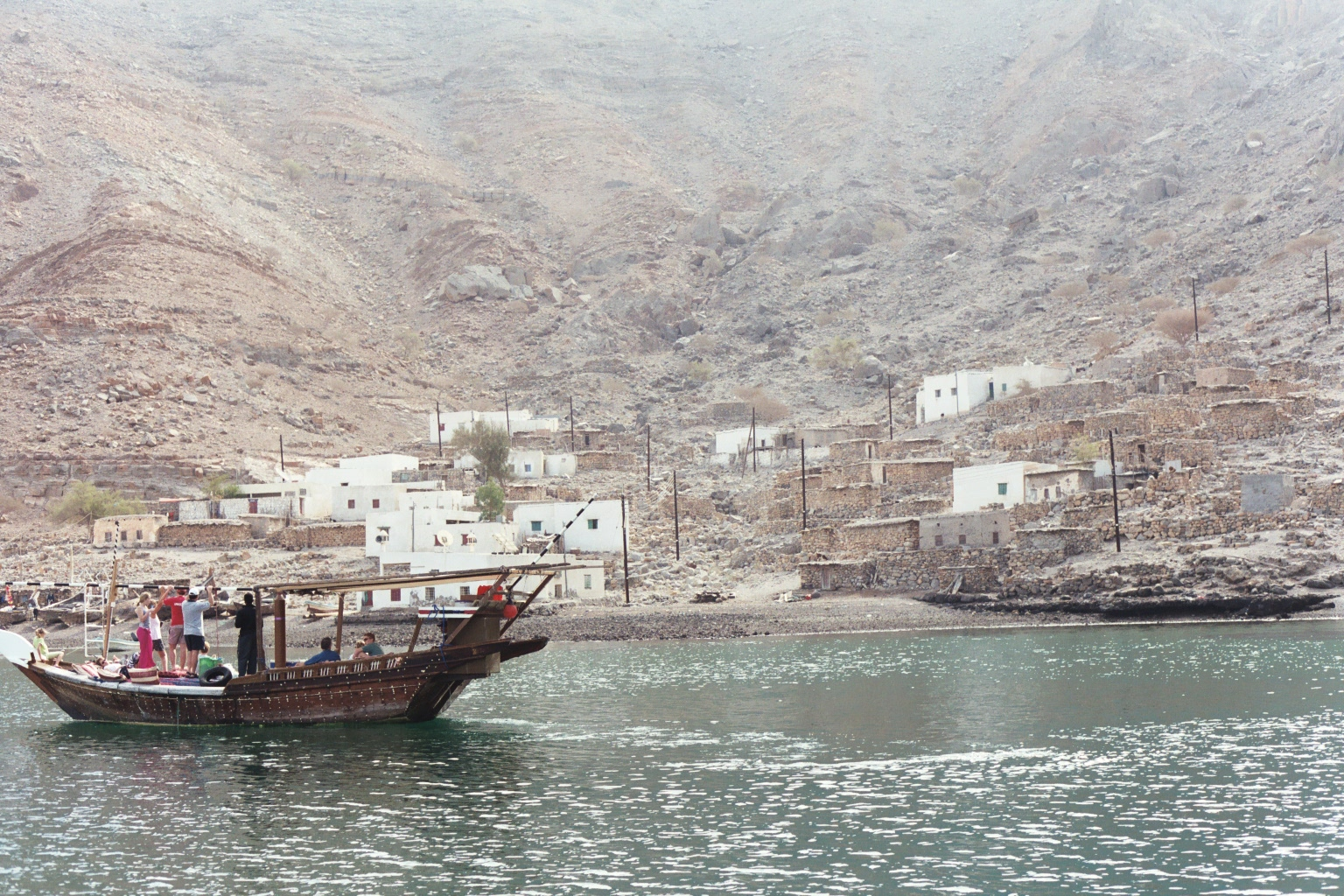
Villaggio costiero.

Il Ruʾūs al-Jibāl è una regione dell'Oman situata nella penisola di Musandam a sud dello stretto di Hormuz, tra il golfo Persico e il golfo di Oman. È separato dal resto dell'Oman dagli Emirati Arabi Uniti. Al-Khaṣab, con i suoi palmeti di palme da dattero e la sua industria ittica, ne è la città principale.